# Karl Müller (Jurist)
Karl Heinrich Müller (* 19. Dezember 1889 in Waldangelloch; † 11. Dezember 1964 in Mannheim) war ein deutscher Verwaltungsjurist. Er war von 1940 bis 1945 Regierungsvizepräsident und ständiger Vertreter des Regierungspräsidenten des Regierungsbezirks Eger im Reichsgau Sudetenland und von 1953 bis 1955 Vizepräsident des Landesrechnungshofes Baden-Württemberg.

## Leben und Wirken
Nach Schulbesuch studierte er Rechts- und Staatswissenschaften an der Universität Heidelberg. In dieser Zeit trat er der Landsmannschaft Teutonia Heidelberg bei. Als Kompanieführer und Bataillonsadjutant nahm er durchgehend am Ersten Weltkrieg teil und wurde mehrfach ausgezeichnet. Am 9. Dezember 1920 legte er die juristische große Staatsprüfung ab. Danach trat er als Regierungsassessor in den öffentlichen Dienst und arbeitete zunächst beim Bezirksamt Mannheim. 1921 erhielt er eine Beamtenstelle als Amtmann. 1926 erfolgte seine Ernennung zum Regierungsrat und Versetzung an das Badische Innenministerium und 1930 zurück an das Bezirksamt Mannheim. Vom 9. bis 18. März 1933 war Müller kommissarisch als Polizeipräsident von Mannheim eingesetzt und war zuvor ab dem 27. Februar 1933 am Polizeipräsidium Karlsruhe tätig.
Zum 1. Mai 1933 trat Müller der NSDAP bei (Mitgliedsnummer 3.159.903). Vom Bezirksamt Mannheim kommend wurde er am 22. Februar 1935 kommissarisch als Landrat im Landkreis Rastatt eingesetzt und übernahm zum 1. April 1935 definitiv dieses Amt. Von Rastatt wurde er im September 1938 an die Landeshauptmannschaft Tirol abgeordnet und wechselte bereits im November 1938 in den neugebildeten Reichsgau Sudetenland an die Regierung nach Karlsbad. Am 1. April 1939 wurde Müller dort zum Regierungsvizepräsidenten des Regierungsbezirks Eger ernannt. De facto nahm er nach der Entmachtung des Regierungspräsidenten Wilhelm Sebekovsky 1940 dessen Amt wahr, da Sebekovsky nur noch auf dem Papier in dieser Funktion geführt wurde.
Nach Ende des Zweiten Weltkrieges wurde Müller ab 1. Juni 1945 in Prag inhaftiert und erst am 11. Juni 1947 entlassen. Er siedelte nach Karlsruhe über, wo er 1950 beim Rechnungshof Württemberg-Baden zum Ministerialrat ernannt und 1953 zum Vizepräsidenten des Landesrechnungshofs von Baden-Württemberg befördert wurde. Ende Juni 1955 trat er in den Ruhestand.